# コナー・ペイン
コナー・トーマス・ペイン（英語: Connor Thomas Pain、1993年11月11日 - ）は、香港出身のサッカー選手。アル・オルーバ所属。元オーストラリア代表。ポジションはFW。

## クラブ歴

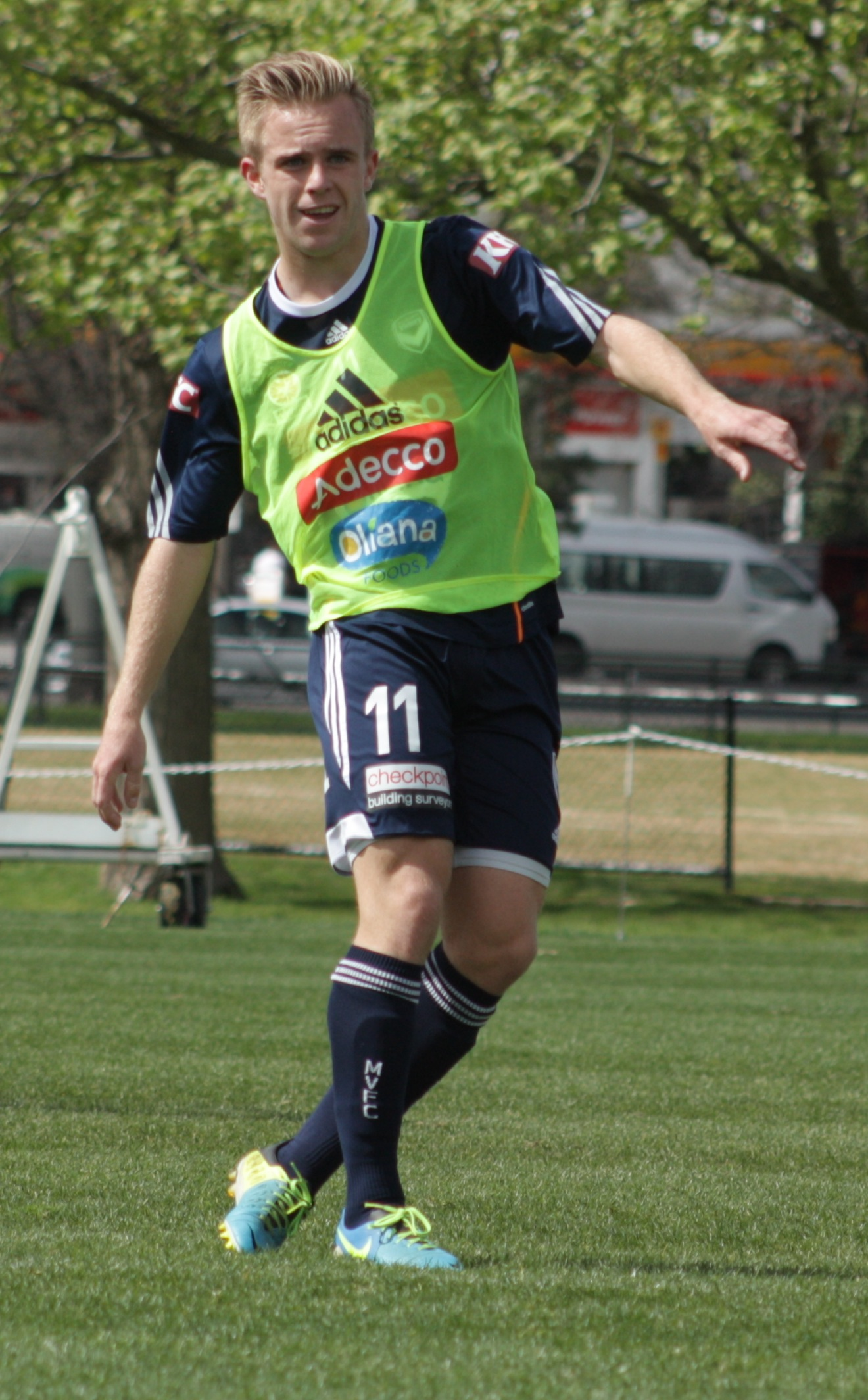
2013年、メルボルン・ビクトリーFC時代

2010年にマルヴァーン・シティFCで選手となり、ベントリー・グリーンズSCに移籍した。
2012年夏にメルボルン・ビクトリーFCに移籍。翌年2月2日のメルボルン・ダービーでAリーグ初出場を記録した。翌週にプロとして初のスターティングメンバー選出となった。同年夏の親善試合では当時リヴァプールFCの監督をしていたブレンダン・ロジャーズから褒められる活躍を見せた。
2016年6月にミッチ・オースティンとのスワップでセントラルコースト・マリナーズFCに移籍。10月8日の試合で移籍後初出場、この試合ではマン・オブ・ザ・マッチに選出された。翌月には移籍後初得点も記録した。
2019年4月14日にAリーグに新たに参入したウェスタン・ユナイテッドFCに移籍。
2023年7月8日、サウジアラビアのアル・オロバFCに移籍。

## 代表歴
一貫してオーストラリア代表として出場した。
U-20代表には2013年5月の欧州遠征で初招集。2013 FIFA U-20ワールドカップでは全試合に出場した 。
U-23代表ではAFC U-22選手権2013に出場。その後AFC U-23選手権2016では予選から活躍し、本戦にも出場した。
A代表では2013 FIFA U-20ワールドカップ終了後のEAFF東アジアカップ2013の際に初招集。メルボルン・ヴィクトリー所属の彼とネイザン・コーの二人は、リヴァプールとの親善試合のために途中離脱したが、最終節の中華人民共和国代表戦には間に合い、後半途中から出場した。

## 家族
祖父のトミー・ケイシーは1958 FIFAワールドカップに出場した北アイルランド代表選手。父のクレイグ・ペインは7人制ラグビー選手で、7人制ラグビー香港代表監督も務めた。